# Abbey Records
Abbey Records fue un sello discográfico activo en los Estados Unidos desde aproximadamente 1949 hasta 1953.

## Historia
Fue fundada por Pete Doraine  y originalmente operó en la sección Forest Hills, Queens, de la ciudad de Nueva York, pero pronto se mudó a la 10th Avenue en el distrito de Manhattan a mediados de 1949 con Doraine como presidenta.   En 1950, Abbey experimentó su primer (y mayor) éxito con una grabación de The Old Piano Roll Blues de J. Lawrence Cook. Este disco, número de catálogo 15003, alcanzó una posición máxima de 13 y tuvo poder de permanencia durante once semanas.  Cook lo grabó en 1949 y luego se lo vendió a Abbey.  Billboard había calificado este disco en sus "Billboard Picks" como "espontáneo" y "divertido" con "agallas y empuje", y evidentemente el público estuvo de acuerdo.  El siguiente número de Abbey de la serie 15000 fue un éxito country. Slippin' Around With Jole Blon de Bud Messner and His Skyline Boys alcanzó el número 7 en las listas de discos Country en junio de 1950.  A mediados de año habían trasladado nuevamente la sede, esta vez a la calle 49,  y habían agregado dos distribuidores para manejar la mayor demanda de sus discos.  El año 1951 vio otro éxito de Cook, aunque menor, una versión de Down Yonder (número de catálogo 15053) que se ubicó en la posición número 22 en las listas de Billboard.  En 1951, la empresa localizó un Nickelodeon operativo en Richmond Hill, Queens, siguiendo el consejo de Cook, y firmó un contrato para grabar la máquina. Debido a que no existían rollos para el Nickelodeon, Cook produjo a mano rollos de dos canciones escritas específicamente para el disco.  El ejecutivo Don Reed se fue a Europa en el verano de 1951 para adquirir grabaciones y publicarlas en formato LP.  En 1952, Abbey estaba produciendo discos LP, incluida una historia de la recién coronada reina Isabel II.  No del todo contenta con los canales de venta estándar, Abbey firmó un acuerdo con la compañía Pacquin para grabar canciones promocionando sutilmente un producto de crema de manos sin nombrar directamente la marca. 
Además de Doraine, otros ejecutivos de la empresa eran Carlton "Kelly" Camarata (que era copropietario)  como vicepresidente de Ventas y Promoción, y Rudolph Toombs y Gus Statiras como hombres de A&R.   Camarata se fue a finales de 1950 para unirse a MGM Records. 

## Repertorio
Publicó discos de muchos géneros, incluidos popular, country, gospel, R&B, jazz y clásica.   El sello dedicó secuencias numéricas a "Rhythm and Blues" (3000), Jazz (5000), "Spiritual" (7000) y Calypso (9000). 

### Lawrence (Piano Roll) Cook
- Datos: Q14826831

El artista más vendido de Abbey fue Lawrence Cook, quien no grabó directamente para el sello, pero a través de un acuerdo con QRS Piano Rolls haría rollos "cortando" el rollo mientras tocaba la canción y luego perforando agujeros adicionales en el papel produciendo sonidos. imposible de un solo pianista.  Estos rollos luego se grabarían, a veces como instrumento solista y, a menudo, con otros instrumentos como un saxofón o con un grupo vocal denominado "Jim Dandies". 

### Otros artistas
Otros artistas que aparecieron en Abbey incluyen:
- Charlie Barnet[17]
- Stuart Foster[17]
- Nellie Hill[18]
- Bob Howard[19]
- King Odum[17]
- Jesse Perry[20]
- Ben Smith[20]
- Charlie Spivak[17]

## Operaciones relacionadas
También tenía una rama editorial musical llamada Margold Music Corp.  
En Canadá, se publicaron varias grabaciones de Abbey con el sello Quality Records. 